# Bloomfield (Nou Mèxic)
Bloomfield és una població dels Estats Units a l'estat de Nou Mèxic. Segons el cens del 2000 tenia 6.417 habitants.

## Demografia
Segons el cens del 2000, Bloomfield tenia 6.417 habitants, 2.222 habitatges, i 1.708 famílies. La densitat de població era de 494,5 habitants per km².
Dels 2.222 habitatges en un 42,6% hi vivien nens de menys de 18 anys, en un 55,9% hi vivien parelles casades, en un 15,5% dones solteres, i en un 23,1% no eren unitats familiars. En el 19,7% dels habitatges hi vivien persones soles el 7,4% de les quals corresponia a persones de 65 anys o més que vivien soles. El nombre mitjà de persones vivint en cada habitatge era de 2,85 i el nombre mitjà de persones que vivien en cada família era de 3,26.
Per edats la població es repartia de la següent manera: un 32,4% tenia menys de 18 anys, un 9,7% entre 18 i 24, un 27% entre 25 i 44, un 20,9% de 45 a 60 i un 10% 65 anys o més.
L'edat mediana era de 31 anys. Per cada 100 dones de 18 o més anys hi havia 89,5 homes.
La renda mediana per habitatge era de 32.905 $ i la renda mediana per família de 34.760 $. Els homes tenien una renda mediana de 29.144 $ mentre que les dones 19.203 $. La renda per capita de la població era de 14.424 $. Aproximadament el 15,2% de les famílies i el 14,7% de la població estaven per davall del llindar de pobresa.

## Poblacions més properes
El següent diagrama mostra les poblacions més properes.